# Налбандян, Алина Петровна
Алина Петровна Налбандян (род. 1 декабря 1998 года) — заслуженный мастер спорта России (подводный спорт).

## Карьера
Воспитанница пермской школы подводного спорта. Тренируется у Сергея Брезгина и Марии Пыжовой.
В 2018 году в составе сборной команды России завоевала два «золота» в эстафетах на чемпионате мира в Белграде (Сербия). В индивидуальном заплыве на 200 м стала третьей, уступив ставшей второй украинке Анастасии Антоняк, 0,81 секунды.
В 2019 году на чемпионате Европы в Янине (Греция) завоевала два «золота» в эстафетах 4×100 м и 4×200 м.

## Вне соревновательного спорта
Студентка факультета физической культуры Пермского государственного гуманитарного педагогического университета.